# Biakregenbooglori
De biakregenbooglori (Trichoglossus rosenbergii) is een lori  die oorspronkelijk alleen voorkomt op Biak (West-Papoea). Deze lori werd lange tijd als ondersoort van de regenboogparkiet (T. haematodus rosenbergii) beschouwd, hoewel reeds door Hermann Schlegel in 1871 als aparte soort beschreven en vernoemd naar de natuuronderzoeker Hermann von Rosenberg.

## Herkenning
De vogel is 26 cm lang. Deze lori lijkt qua formaat en gedrag sterk op de regenbooglori, maar verschilt daarvan door de zeer donkerblauw gekleurde, horizontale streping op de borst, met daartussen, meestal slecht zichtbaar wat roodachtig tot oranje. Daaronder een bijna egaal donkerblauwe vlek.Verder heeft de soort een  opvallend brede, heldergele vlek op het achterhoofd.

## Status
De biakregenbooglori heeft een beperkt verspreidingsgebied en daardoor is de kans op uitsterven aanwezig. De grootte van de populatie werd in 2016 door BirdLife International geschat op 3000 tot 4000 individuen en de populatie-aantallen nemen af door habitatverlies. Het leefgebied wordt aangetast door ontbossing waarbij natuurlijk bos wordt omgezet in gebied voor agrarisch gebruik. Daarnaast speelt waarschijnlijk vangst voor de kooivogelhandel een rol. Om deze redenen staat deze soort als kwetsbaar op de Rode Lijst van de IUCN. Verder gelden er beperkingen voor de handel in deze lori, want de soort staat in de Bijlage II van het CITES-verdrag.